# 費錫璜
费锡璜（1664年—1723年？），字滋衡，新繁（今四川成都市新都区）人，清代诗人。

## 生平
遺民费密次子。先祖為新繁世族，祖父费经虞避难至揚州。費锡璜生於康熙三年（1664年），八歲时与兄费锡琮賦《牡丹》、《桃花》诗，生平豪放不羁，康熙十九年（1680年）四月，兄弟二人依父命隨蔡廷治治經學。兄弟皆有詩名，曾合撰《阶庭偕咏》三卷。与黄叔威、刘静伯结诗社，康熙三十五年（1696年）随父会友，作《江舫唱和》，满座皆驚，称之为“凤毛”。沈德潜评其乐府：“诗中苍苍莽莽，时有古音。”合肥李天馥举荐为博学鸿词科，力辭不就。费锡璜一生未參加科举，为生计所迫，多次入幕为客。壯年以後好交游，足迹半天下。然一生愁苦多病。晚年隐居江都，“终日呕吟，不绝一时。”雍正元年（1723年）尚在世。著有《汉诗总说》、《掣鲸堂诗集》等。有子費軒、費藻。另有二女。